# Stellenbosch
Stellenbosch – miasto w Południowej Afryce, położone 50 km na wschód od Kapsztadu. Czasami nazywane też Miastem Dębów (afr. Eikestad).
Siedziba gminy Stellenbosch.
Stellenbosch zostało założone w 1679 r. przez gubernatora Kolonii Przylądkowej Simona van der Stella (od jego nazwiska miasto otrzymało nazwę). W 2001 r. liczyło 117 713 mieszkańców. Mieści się tu Uniwersytet w Stellenbosch, którego mury opuściło wielu znanych Południowoafrykańczyków.
Miasto jest ośrodkiem produkcji wina w regionie winiarskim Cape Winelands, jest też odwiedzane przez turystów ze względu na malownicze położenie i architekturę obfitującą w kolonialną zabudowę w stylu holenderskim.

## Współpraca
Miejscowość partnerska:
- Dilbeek, Belgia